# Österå
Österå is een plaats in de gemeente Falun in het landschap Dalarna en de provincie Dalarnas län in Zweden. De plaats heeft 98 inwoners (2005) en een oppervlakte van 25 hectare. De plaats ligt op de locatie, waar de rivier de Rogsån uitmondt in het meer Varpan.